# Kepa Arrizabalaga
Kepa Arrizabalaga Revuelta (ur. 3 października 1994 w Ondarroi) – baskijski piłkarz występujący na pozycji bramkarza, reprezentant Hiszpanii.

## Kariera klubowa

### Athletic Bilbao
Urodzony w Ondarroa, Vizcaya w Kraju Basków, Arrizabalaga dołączył do zespołu Athletic Bilbao w 2004 roku, w wieku dziesięciu lat. W styczniu 2012 roku zadebiutował w zespole CD Basconia występującego w Tercera División.
W dniu 5 maja 2012 roku, Kepa został powołany do dorosłej drużyny i znalazł się w kadrze na mecz La Liga z Getafe CF. Dostał szansę gry przed rozpoczęciem sezonem w lipcu, a 23 września był zmiennikiem przeciwko Maladze.
Arrizabalaga dostał powołanie do rezerw Athleticu w styczniu 2013 roku, z powodu kontuzji Serantesa. Zadebiutował 16 lutego 2013 roku, zachowując czyste konto w wygranym 1:0 spotkaniu z UD Logroñés w rozgrywkach Segunda División B. 3 marca doznał kontuzji w zwycięskim meczu 3:1 z SD Amorebieta, podobnie jak jego kolega z drużyny, Jon García. Po powrocie Arrizabalaga występował regularnie, ale złamał kość śródręcza w swojej prawej ręce w styczniu 2014 roku, co spowodowało przerwę na okres jednego miesiąca. W dniu 11 marca Getafe CF złożyło wniosek o wypożyczenie, jako zastępstwo dla kontuzjowanego Ángela Moyà, ale oferta została odrzucona dzień później.
5 stycznia 2015 roku, Arrizabalaga został wypożyczony do SD Ponferradina. 20 lipca tego samego roku, zawodnik przeniósł się do Realu Valladolid, w ramach wypożyczenia na okres jednego sezonu. Swój pierwszy mecz rozegrał 22 sierpnia, przeciwko Córdobie CF. W całym sezonie opuścił tylko trzy mecze, a jego drużyna zajęła 16. miejsce w tabeli.
Po powrocie do Athleticu, Arrizabalaga znalazł się w pierwszym zespole, początkowo jako trzeci wybór za Gorką Iraizozem i Iago Herrerinem. Zadebiutował w rozgrywkach La Liga 11 września 2016 roku, zachowując czyste konto w zwycięskim pojedynku przeciwko Deportivo La Coruña 1:0.
22 stycznia 2018 roku, głośno mówiono o transferze do Realu Madryt, ale sam zawodnik zdecydował się przedłużyć umowę z klubem do czerwca 2025 roku.

### Chelsea
8 sierpnia 2018 została wpłacona klauzula wykupu zawodnika, dzięki czemu kontrakt łączący go z klubem Athletic Bilbao został rozwiązany. Tego samego dnia został piłkarzem Chelsea podpisując siedmioletni kontrakt, za łączną kwotę ok. 71,5 mln funtów, stając się tym samym najdroższym bramkarzem w historii piłki nożnej.

## Kariera reprezentacyjna
Arrizabalaga został powołany do składu drużyny do lat 19 na Mistrzostwa Europy UEFA w 2012 roku.
Bramkarz opuścił Mistrzostwa Świata U-20 w 2013 z powodu kontuzji, a jego miejsce zajął Rubén Yáñez. W dniu 8 listopada 2013 roku, został powołany do drużyny U-21, wraz z kolegą z drużyny Ikerem Muniainem.
22 marca 2017 roku, dostał zgłoszenie do dorosłej reprezentacji Hiszpanii na mecz kwalifikacyjny do Mistrzostw Świata w 2018 roku przeciwko Izraelowi, a także na spotkanie towarzyskie z Francją. 11 listopada rozegrał pełne 90 minut w wygranym 5:0 meczu z Kostaryką w Maladze.
Kepa znalazł się w 23-osobowym składzie reprezentacji Hiszpanii na Mistrzostwa Świata w 2018 roku w Rosji.

## Statystyki kariery

### Klubowe
Aktualne na 21 grudnia 2023.
| Klub                   | Sezon              | Liga               | Liga  | Liga | Puchar kraju | Puchar kraju | Puchar Ligi | Puchar Ligi | Europa | Europa | Pozostałe | Pozostałe | Razem | Razem |
| Klub                   | Sezon              | Liga               | Mecze | Gole | Mecze        | Gole         | Mecze       | Gole        | Mecze  | Gole   | Mecze     | Gole      | Mecze | Gole  |
| ---------------------- | ------------------ | ------------------ | ----- | ---- | ------------ | ------------ | ----------- | ----------- | ------ | ------ | --------- | --------- | ----- | ----- |
| Baskonia               | 2011/12            | Tercera División   | 12    | 0    | –            | –            | –           | –           | –      | –      | –         | –         | 12    | 0     |
| Baskonia               | 2012/13            | Tercera División   | 19    | 0    | –            | –            | –           | –           | –      | –      | –         | –         | 19    | 0     |
| Baskonia               | Razem              | Razem              | 31    | 0    | –            | –            | –           | –           | –      | –      | –         | –         | 31    | 0     |
| Athletic Bilbao B      | 2012/13            | Segunda División B | 7     | 0    | –            | –            | –           | –           | –      | –      | 0         | 0         | 7     | 0     |
| Athletic Bilbao B      | 2013/14            | Segunda División B | 26    | 0    | –            | –            | –           | –           | –      | –      | –         | –         | 26    | 0     |
| Athletic Bilbao B      | 2014/15            | Segunda División B | 17    | 0    | –            | –            | –           | –           | –      | –      | 0         | 0         | 17    | 0     |
| Athletic Bilbao B      | Razem              | Razem              | 50    | 0    | –            | –            | –           | –           | –      | –      | 0         | 0         | 50    | 0     |
| Ponferradina (wyp.)    | 2014/15            | Segunda División   | 20    | 0    | 0            | 0            | –           | –           | –      | –      | –         | –         | 20    | 0     |
| Real Valladolid (wyp.) | 2015/16            | Segunda División   | 39    | 0    | 1            | 0            | –           | –           | –      | –      | –         | –         | 40    | 0     |
| Athletic Bilbao        | 2016/17            | La Liga            | 23    | 0    | 0            | 0            | –           | –           | 0      | 0      | –         | –         | 23    | 0     |
| Athletic Bilbao        | 2017/18            | La Liga            | 30    | 0    | 1            | 0            | –           | –           | 0      | 0      | –         | –         | 31    | 0     |
| Athletic Bilbao        | Razem              | Razem              | 53    | 0    | 1            | 0            | –           | –           | 0      | 0      | –         | –         | 54    | 0     |
| Chelsea                | 2018/19            | Premier League     | 36    | 0    | 1            | 0            | 4           | 0           | 13     | 0      | –         | –         | 54    | 0     |
| Chelsea                | 2019/20            | Premier League     | 33    | 0    | 1            | 0            | 0           | 0           | 6      | 0      | 1         | 0         | 41    | 0     |
| Chelsea                | 2020/21            | Premier League     | 7     | 0    | 6            | 0            | 0           | 0           | 1      | 0      | –         | –         | 14    | 0     |
| Chelsea                | 2021/22            | Premier League     | 4     | 0    | 2            | 0            | 6           | 0           | 1      | 0      | 2         | 0         | 15    | 0     |
| Chelsea                | 2022/23            | Premier League     | 29    | 0    | 1            | 0            | 0           | 0           | 9      | 0      | –         | –         | 39    | 0     |
| Chelsea                | Razem              | Razem              | 109   | 0    | 11           | 0            | 10          | 0           | 30     | 0      | 3         | 0         | 163   | 0     |
| Real Madryt (wyp.)     | 2023/24            | La Liga            | 11    | 0    | 0            | 0            | –           | –           | 4      | 0      | 0         | 0         | 15    | 0     |
| Łącznie w karierze     | Łącznie w karierze | Łącznie w karierze | 313   | 0    | 13           | 0            | 10          | 0           | 34     | 0      | 3         | 0         | 373   | 0     |

### Reprezentacyjne
Aktualne na 29 marca 2023.
| Reprezentacja | Rok     | Mecze | Gole |
| ------------- | ------- | ----- | ---- |
| Hiszpania     | 2017    | 1     | 0    |
| Hiszpania     | 2018    | 2     | 0    |
| Hiszpania     | 2019    | 7     | 0    |
| Hiszpania     | 2020    | 1     | 0    |
| Hiszpania     | 2023    | 2     | 0    |
| Łącznie       | Łącznie | 13    | 0    |

## Sukcesy
Chelsea
- Liga Mistrzów UEFA: 2020/21
- Liga Europy UEFA: 2018/19
- Superpuchar Europy UEFA: 2021
- Klubowe mistrzostwo świata: 2021

Real Madryt
- Liga Mistrzów: 2023/24

Reprezentacyjne
- Wicemistrzostwo Europy U-21: 2017
- Mistrzostwo Europy U-19: 2012
- Liga Narodów UEFA: 2022/23

Indywidualne
- Drużyna sezonu Ligi Europy UEFA: 2018/19